# Rubia magna
Rubia Magna är en måreväxtart som beskrevs av P.G.Xiao. Rubia Magna ingår i släktet krappar, och familjen måreväxter. Inga underarter finns listade i Catalogue of Life.